# 露点紫堇
露点紫堇（学名：Corydalis rorida）为罂粟科紫堇属下的一个种。

## 扩展阅读
- 維基物種上的相關：露点紫堇